# Jack Reilly
Jack Reilly (27 de agosto de 1945) é um ex-futebolista escocês naturalizado australiano que atuava como goleiro.

## Carreira
Reilly competiu na Copa do Mundo FIFA de 1974, sediada na Alemanha Ocidental, na qual a Austrália terminou na décima quarta colocação dentre os 16 participantes.